# Sándor Wekerle
Sándor Wekerle (Mór, 14 novembre 1848 – Budapest, 26 agosto 1921) è stato un politico ungherese, per tre volte primo ministro dell’Ungheria.

## Biografia
Eletto nel 1886 alla Camera dei deputati venne nominato l'anno stesso segretario di Stato alle Finanze; due anni dopo sarebbe stato nominato ministro delle Finanze al posto di Kálmán Tisza.
Nel novembre 1892 Wekerle sostituì il conte Gyula Szapáry come premier mantenendo il portafoglio delle Finanze.
L'opposizione del partito clericale alla sua riforma del matrimonio civile lo costringerà il 22 dicembre 1894 a dare le dimissioni e verrà sostituito da Dezső Bánffy.
Il 1º gennaio 1897 venne nominato presidente della commissione giudiziale di Budapest e per qualche anno si tenne lontano dalla politica anche sotto il governo di Károly Khuen-Héderváry.
L'8 aprile 1906 venne nominato primo ministro e nuovamente tenne per sé il portafoglio delle finanze. Quattro anni dopo venne sostituito da Khuen-Héderváry il 17 gennaio 1910.
Nel 1917 tornò al potere, appena in tempo per assistere alla sconfitta dell'Austria-Ungheria nella prima guerra mondiale: si dimise nell'ottobre 1918.